# Cladomyrma aurochaetae
Cladomyrma aurochaetae är en myrart som beskrevs av Agosti, Moog och Maschwitz 1999. Cladomyrma aurochaetae ingår i släktet Cladomyrma och familjen myror. Inga underarter finns listade i Catalogue of Life.